# Zapornia bicolor
La polluela bicolor (Zapornia bicolor) es una especie de ave gruiforme de la familia Rallidae que en el sur de Asia. 

## Distribución y hábitat
Se encuentra en los bosques húmedos de montaña en las regiones al sureste del Himalaya, estando presente en Bután, suroeste de China, extremo oriental de la India, Laos, Birmania, Nepal, Tailandia y Vietnam.